# Godfried von Heyden

Wapen von Heyden

Godfried von Heyden (? - 25 januari 1670), heer van Schönrath en Böck, was een Pruisisch kolonel.
Von Heyden was in 1650 in Pruisische dienst als kolonel. In 1658 werd hij baljuw van Oestinghausen.
Hij trouwde in 1632 met Odilia von Kettler (-1670), erfdochter van Hovestadt en Heidemühlen. Uit hun huwelijk werd het volgende kind geboren:
- Johan Sigismund van Heiden (1656-1730).

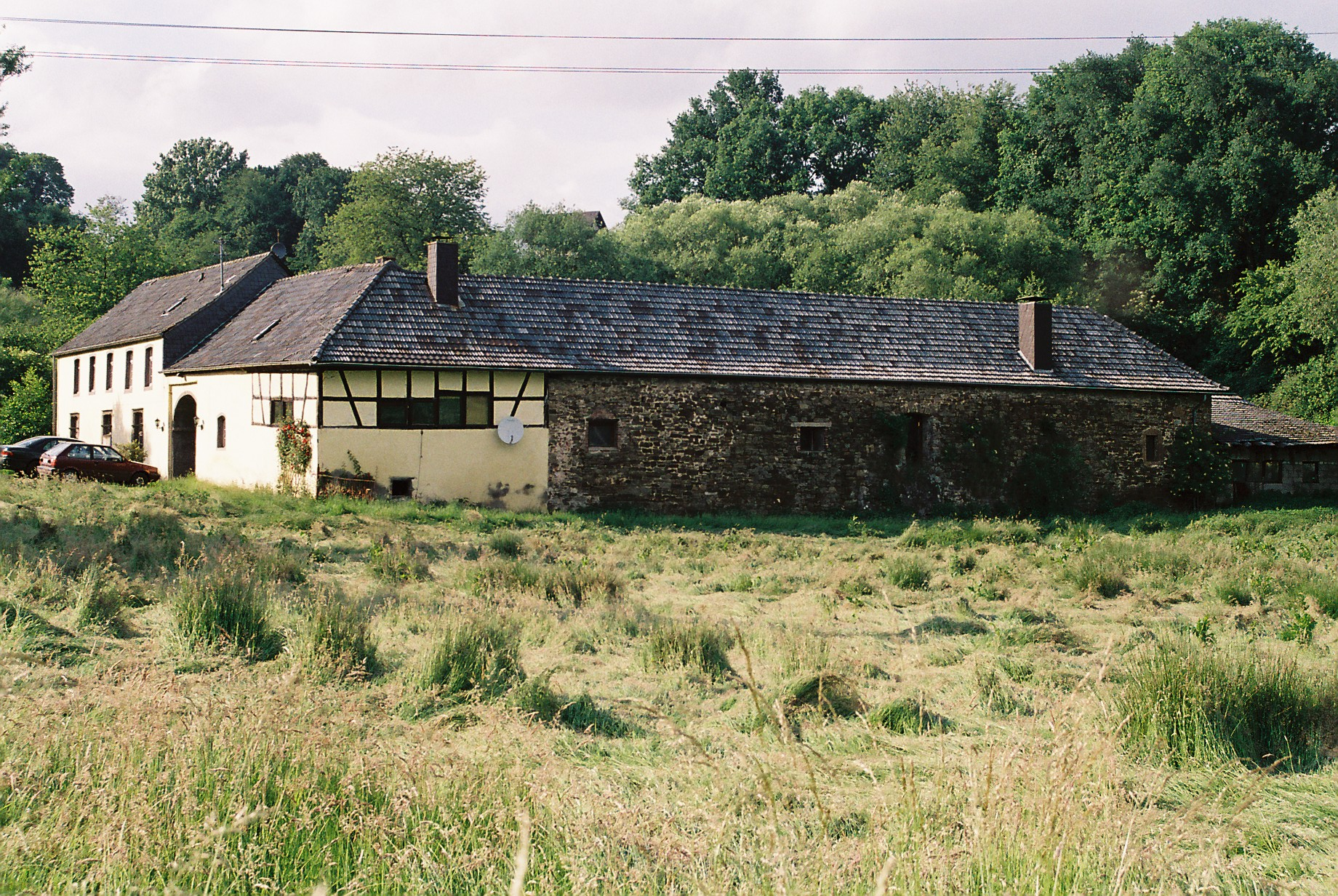
Burg Schönrath (2007)
Wapen Kettler / von Ketteler